# Mikołajów (Białoruś)
Mikołajów (Mikołajewo, biał. Мікалаева) – wieś (dawniej miasteczko) na Białorusi, w obwodzie grodzieńskim, w rejonie iwiejskim.
Znajduje się tu parafialna cerkiew prawosławna pw. Opieki Matki Bożej.
Miasto magnackie położone było w końcu XVIII wieku w powiecie oszmiańskim województwa wileńskiego.
Za II Rzeczypospolitej w woj. nowogródzkim, w powiecie wołożyńskim. Należał do gminy Ługomowicze. W 1921 roku miejscowość liczyła zaledwie 215 mieszkańców. 
Po II wojnie światowej wieś weszła w struktury administracyjne Białoruskiej SRR, a po 1991 roku Republiki Białorusi.